# Mitracarpus brevis
Mitracarpus brevis är en måreväxtart som beskrevs av Karl Moritz Schumann och R.Fr.. Mitracarpus brevis ingår i släktet Mitracarpus och familjen måreväxter. Inga underarter finns listade i Catalogue of Life.